# Village Roadshow
Village Roadshow Limited est une multinationale australienne principalement active dans le secteur des médias, de la production et de la distribution cinématographique, ainsi que des parcs à thèmes.

## Historique
Village Roadshow est fondée en 1954 par l'homme d'affaires Roc Kirby, qui débute en lançant le premier cinéma en plein air dans le quartier de Croydon à Melbourne. Il adopte le nom « village » car le cinéma était situé à côté d'une boutique nommée Croydon Village. Il développe ensuite son affaire en créant des salles traditionnelles de cinéma.
Dans les années 1960, Village Roadshow se lance dans la distribution de films puis devient une société de production dans les années 1970.
Dans les années 1980, l'entreprise se distingue en développant des multiplexes. En 1988, il acquiert la société de production De Laurentiis Entertainment Group, créée par Dino De Laurentiis en 1983, et devient Village Roadshow Limited.
Dans les années 1990, l'entreprise se développe davantage dans les médias avec notamment la radio. La division Village Roadshow Pictures est également créée et signe un contrat de coproduction avec Warner Bros..

## Entreprises du groupe

### Chaînes de cinéma
- Village Cinemas
- Intencity
- Golden Village

### Village Roadshow Entertainment Group
- Village Roadshow Entertainment Group
  - Village Roadshow Pictures
  - Reel Corporation
  - Roadshow Home Video
  - Concord Music Group
- Village Roadshow Theme Parks